# Макрей-Гелена (Джорджія)
Макрей-Гелена (англ. McRae–Helena) — місто (англ. city) в США, в округах Телфер і Вілер штату Джорджія. 